# Карасай (Оренбургская область)
Карасай — село в Акбулакском районе Оренбургской области. Административный центр Карасаевского сельсовета.

## География
Село расположено недалеко от районного центра — Акбулака.
Часовой пояс
Село Карасай как и вся Оренбургская область, находится в часовой зоне МСК+2. Смещение применяемого времени относительно UTC составляет +5:00.

## Население
| 2010 | 2012 | 2013 |
| ---- | ---- | ---- |
| 602  | ↘577 | ↘571 |